# Família Anzevaci
Anzevaci (em armênio: Անձևացի; romaniz.: Anjewacʼi) foi uma família nobre armênia (nacarar) da Antiguidade e Idade Média.

## História
Segundo Moisés de Corene, os Anzevacis receberam do mítico Valarsaces I (século III a.C.) o distrito de Anzevácia, na Vaspuracânia, como seu principado. Segundo Cyril Toumanoff, essa apresentação estilizada reforça a origem dinástica dos Anzevacis, que provavelmente são uma reminiscência dos príncipes medo-carducos que reinavam em Macerta. A Lista de Trono (Գահնամակ, gahnamak) os menciona em 10.ª (linhagem principal) e 18.ª (linhagem cadete) posições entre as casas nobres. A Lista Militar (Զորնամակ, Zōrnamak), o documento que indica a quantidade de cavaleiros que cada uma das famílias nobres devia ceder ao exército real em caso de convocação, afirma que podiam arregimentar mil cavaleiros (500 cada linhagem). A família alcançou seu zênite sob comando de Tazates, um general do Império Bizantino que desertou ao Califado Abássida e foi recompensando com a posição de príncipe presidente do Emirado da Armênia em 780-782/5. Em 867, quando Musel faleceu, os Anzevacis foram reduzidos a vassalos da família Arzerúnio, que obtiveram Anzevácia.